# 米尼奇水庫
米尼奇水庫是白俄羅斯的人工水庫，位於利亞哈維奇以南10公里的夏拉河流域，由布列斯特州負責管轄，始建於1985年，長8.5公里、寬0.75公里，面積5.4平方公里，集水區面積343平方公里，海拔高度170米，最大水深5米。